# Alali Xiang
Alali Xiang (kinesiska: 阿拉力乡, 阿拉力) är en socken i Kina. Den ligger i den autonoma regionen Xinjiang, i den nordvästra delen av landet, omkring 1 100 kilometer sydväst om regionhuvudstaden Ürümqi. Antalet invånare är 11 170. Befolkningen består av 5 444 kvinnor och 5 726 män. Barn under 15 år utgör 30 %, vuxna 15-64 år 64 %, och äldre över 65 år 5,0 %.
Genomsnittlig årsnederbörd är 129 millimeter. Den regnigaste månaden är maj, med i genomsnitt 20 mm nederbörd, och den torraste är oktober, med 2 mm nederbörd.